# 신라왕릉
아래 표는 신라왕릉의 목록이다.

## 왕릉 목록

### 경상북도
1. 혁거세왕릉
2. 남해왕릉
3. 유리왕릉
4. 파사왕릉
5. 탈해왕릉
6. 지마왕릉
7. 일성왕릉
8. 아달라왕릉
9. 벌휴왕릉
10. 내해왕릉
11. 조분왕릉
12. 첨해왕릉
13. 미추왕릉
14. 유례왕릉
15. 기림왕릉
16. 흘해왕릉
17. 내물왕릉 : 인교동 119호분(다수설)
18. 실성왕릉
19. 눌지왕릉 : 황남대총(다수설)
20. 자비왕릉 : 봉황대(다수설)
21. 소지왕릉 : 서봉황대(다수설)
22. 지증왕릉 : 134호분(다수설), 천마총(다수설)
23. 법흥왕릉
24. 진흥왕릉
25. 진지왕릉
26. 진평왕릉
27. 선덕여왕릉
28. 진덕여왕릉
29. 무열왕릉
30. 문무대왕릉
31. 신문왕릉
32. 효소왕릉
33. 성덕왕릉
34. 효성왕릉
35. 경덕왕릉
36. 혜공왕릉
37. 선덕왕릉
38. 원성왕릉
39. 소성왕릉
40. 애장왕릉
41. 헌덕왕릉
42. 흥덕왕릉
43. 희강왕릉
44. 민애왕릉
45. 신무왕릉
46. 문성왕릉
47. 헌안왕릉
48. 경문왕릉
49. 헌강왕릉
50. 정강왕릉
51. 효공왕릉
52. 신덕왕릉
53. 경명왕릉
54. 경애왕릉

### 경상남도
1. 진성여왕릉

### 경기도
1. 경순왕릉

## 같이 보기
- 고려왕릉
- 조선왕릉